# Еле ди Ловет
Еле ди Ловет (фр. Eleu-dit-Leauwette) насеље је и општина у североисточној Француској у региону Север-Па де Кале, у департману Па де Кале која припада префектури Ланс.
По подацима из 2011. године у општини је живело 2872 становника, а густина насељености је износила 2454,7 становника/km². Општина се простире на површини од 1,17 km². Налази се на средњој надморској висини од 44 метара (максималној 66 m, а минималној 31 m).

## Демографија
| 1962. | 1968. | 1975. | 1982. | 1990. | 1999. | 2011. |
| ----- | ----- | ----- | ----- | ----- | ----- | ----- |
| 2.813 | 2.967 | 2.878 | 3.710 | 3.402 | 3.107 | 2.872 |

График промене броја становника у току последњих година